# Прайс, Эй Джей
Энтони Джордан «Эй Джей» Прайс (англ. Anthony Jordan "A.J." Price; родился 7 октября 1986 года в Ориндже, штат Нью-Джерси, США) — американский бывший профессиональный баскетболист.

## Карьера

### Колледж
Прайс выбрал обучение в Университете Коннектикута из предложенных ему Университета штата Флорида, Канзаса и Университетом Св. Иоанна. Он пропустил свой первый сезон (2004—2005) из-за проблем со здоровьем. На площадку он смог выйти лишь в следующем сезоне. Эй Джей появился во всех 31 матчах, 23 из которых провёл в стартовом составе. За сезон в среднем он набирал 9,4 очка за игру и в общей сложности сделал 113 передач и 37 перехватов за 23,9 минут в среднем за игру. В сезоне 2007—2008 Прайс провёл все 33 игры в старте и стал вторым по результативности в команде. Следующий сезон стал лучшим для Эй Джея. Он лидировал в команде по набранным очкам, в среднем набирая 14,7 очка и сыграл ключевую роль в выходе Коннектикута в Финал Четырёх.

### НБА
25 июня 2009 года Прайс был выбран под 52-м номером на драфте НБА 2009 года командой «Индиана Пэйсерс».
В сезоне 2009/2010 Эй Джей был третьим по счёту разыгрывающим после Ти Джей Форда и Эрла Уотсона. В декабре Эрл Уотсон стал основным первым номером команды, Прайс стал вторым в ротации.
24 июля 2012 года он подписал контракт с «Вашингтон Уизардс».

## Личная жизнь
Энтони является старшим сыном в семье Тони и Инги Прайс. У него есть младшая сестра, её зовут Равен. Его отец также был баскетболистом, больше всего известный по выступлениям за Пенсильванский университет.

## Статистика

### Статистика в НБА
| Сезон                                                                                    | Команда   | Регулярный сезон | Регулярный сезон | Регулярный сезон | Регулярный сезон | Регулярный сезон | Регулярный сезон | Регулярный сезон | Регулярный сезон | Регулярный сезон | Регулярный сезон | Регулярный сезон | Серия плей-офф | Серия плей-офф | Серия плей-офф | Серия плей-офф | Серия плей-офф | Серия плей-офф | Серия плей-офф | Серия плей-офф | Серия плей-офф | Серия плей-офф | Серия плей-офф |
| Сезон                                                                                    | Команда   | GP               | GS               | MPG              | FG%              | 3P%              | FT%              | RPG              | APG              | SPG              | BPG              | PPG              | GP             | GS             | MPG            | FG%            | 3P%            | FT%            | RPG            | APG            | SPG            | BPG            | PPG            |
| ---------------------------------------------------------------------------------------- | --------- | ---------------- | ---------------- | ---------------- | ---------------- | ---------------- | ---------------- | ---------------- | ---------------- | ---------------- | ---------------- | ---------------- | -------------- | -------------- | -------------- | -------------- | -------------- | -------------- | -------------- | -------------- | -------------- | -------------- | -------------- |
| 2009/10                                                                                  | Индиана   | 56               | 2                | 15,5             | 41,0             | 34,5             | 80,0             | 1,6              | 1,9              | 0,6              | 0,1              | 7,3              | Не участвовал  | Не участвовал  | Не участвовал  | Не участвовал  | Не участвовал  | Не участвовал  | Не участвовал  | Не участвовал  | Не участвовал  | Не участвовал  | Не участвовал  |
| 2010/11                                                                                  | Индиана   | 50               | 0                | 15,9             | 35,6             | 27,5             | 66,7             | 1,4              | 2,2              | 0,6              | 0,0              | 6,5              | 5              | 0              | 16,0           | 37,1           | 43,8           | 90,0           | 1,4            | 1,2            | 0,6            | 0,0            | 8,4            |
| 2011/12                                                                                  | Индиана   | 44               | 1                | 12,9             | 33,9             | 29,5             | 80,0             | 1,4              | 2,0              | 0,5              | 0,0              | 3,9              | 4              | 0              | 1,6            | 50,0           | -              | -              | 0,5            | 0,3            | 0,0            | 0,0            | 0,5            |
| 2012/13                                                                                  | Вашингтон | 57               | 22               | 22,4             | 39,0             | 35,0             | 79,0             | 2,0              | 3,6              | 0,6              | 0,1              | 7,7              | Не участвовал  | Не участвовал  | Не участвовал  | Не участвовал  | Не участвовал  | Не участвовал  | Не участвовал  | Не участвовал  | Не участвовал  | Не участвовал  | Не участвовал  |
| 2013/14                                                                                  | Миннесота | 28               | 0                | 3,6              | 41,3             | 27,3             | 0,0              | 0,4              | 0,5              | 0,0              | 0,0              | 1,6              | Не участвовал  | Не участвовал  | Не участвовал  | Не участвовал  | Не участвовал  | Не участвовал  | Не участвовал  | Не участвовал  | Не участвовал  | Не участвовал  | Не участвовал  |
| 2014/15                                                                                  | Индиана   | 10               | 0                | 19,3             | 43,8             | 38,5             | 66,7             | 1,4              | 2,7              | 0,4              | 0,0              | 10,5             | Не участвовал  | Не участвовал  | Не участвовал  | Не участвовал  | Не участвовал  | Не участвовал  | Не участвовал  | Не участвовал  | Не участвовал  | Не участвовал  | Не участвовал  |
| 2014/15                                                                                  | Кливленд  | 11               | 0                | 7,9              | 26,5             | 0,0              | 66,7             | 1,4              | 1,2              | 0,3              | 0,0              | 2,0              | Не участвовал  | Не участвовал  | Не участвовал  | Не участвовал  | Не участвовал  | Не участвовал  | Не участвовал  | Не участвовал  | Не участвовал  | Не участвовал  | Не участвовал  |
| 2014/15                                                                                  | Финикс    | 5                | 0                | 8,8              | 21,4             | 0,0              | -                | 0,6              | 1,2              | 0,0              | 0,0              | 1,2              | Не участвовал  | Не участвовал  | Не участвовал  | Не участвовал  | Не участвовал  | Не участвовал  | Не участвовал  | Не участвовал  | Не участвовал  | Не участвовал  | Не участвовал  |
|                                                                                          | Всего     | 261              | 25               | 15,1             | 38,0             | 31,6             | 74,2             | 1,4              | 2,2              | 0,5              | 0,0              | 5,8              | 9              | 0              | 9,6            | 37,8           | 43,8           | 90,0           | 1,0            | 0,8            | 0,3            | 0,0            | 4,9            |
| Наведите курсор мыши на аббревиатуры в заголовке таблицы, чтобы прочесть их расшифровку. |           |                  |                  |                  |                  |                  |                  |                  |                  |                  |                  |                  |                |                |                |                |                |                |                |                |                |                |                |

### Статистика в NCAA
| Сезон | Команда     | Conf     | Class | GP | GS | MPG  | FG%  | 3P%  | FT%  | RPG | APG | SPG | BPG | PPG  |
| --- | ----------- | -------- | ----- | -- | -- | ---- | ---- | ---- | ---- | --- | --- | --- | --- | ---- |
| 2006/07 | Коннектикут | Big East | SO    | 31 | 23 | 23,9 | 38,7 | 27,3 | 69,0 | 3,0 | 3,6 | 1,2 | 0,1 | 9,4  |
| 2007/08 | Коннектикут | Big East | JR    | 33 | 33 | 32,1 | 43,7 | 36,9 | 74,6 | 3,5 | 5,8 | 1,3 | 0,1 | 14,5 |
| 2008/09 | Коннектикут | Big East | SR    | 35 | 35 | 31,8 | 40,8 | 40,2 | 72,1 | 3,5 | 4,7 | 0,7 | 0,0 | 14,7 |
| Всего | Всего       | Всего    | Всего | 99 | 91 | 29,4 | 41,3 | 36,5 | 72,2 | 3,4 | 4,7 | 1,1 | 0,1 | 13,0 |
| Наведите курсор мыши на аббревиатуры в заголовке таблицы, чтобы прочесть их расшифровку Статистика приведена с сайта sports-reference.com |             |          |       |    |    |      |      |      |      |     |     |     |     |      |

### Статистика в других лигах
| Сезон | Команда      | Лига  | GP | GS | MPG  | FG%  | 3P%  | FT%  | RPG | APG | SPG | BPG | PFL | TOV | PPG  |
| --- | ------------ | ----- | -- | -- | ---- | ---- | ---- | ---- | --- | --- | --- | --- | --- | --- | ---- |
| 2015/16 | Шанхай Шаркс | КБА   | 34 | 32 | 41,3 | 43,0 | 39,0 | 68,6 | 5,9 | 4,5 | 1,6 | 0,1 | 2,0 | 2,9 | 30,3 |
| 2016/17 | Шаньдун      | КБА   | 7  | 2  | 40,9 | 38,4 | 29,4 | 93,5 | 5,6 | 5,7 | 3,0 | 0,0 | 0,9 | 2,4 | 27,7 |
| Всего | Всего        | Всего | 41 | 34 | 41,2 | 42,2 | 37,5 | 73,3 | 5,8 | 4,7 | 1,8 | 0,1 | 1,8 | 2,9 | 29,9 |
| Наведите курсор мыши на аббревиатуры в заголовке таблицы, чтобы прочесть их расшифровку Статистика приведена с сайта basketball.realgm.com |              |       |    |    |      |      |      |      |     |     |     |     |     |     |      |